# 阳坪乡
阳坪乡，是中华人民共和国山西省忻州市岢岚县下辖的一个乡镇级行政单位。

## 行政区划
阳坪乡下辖以下地区：
赵家洼村、赵二坡村、阳坪村、石窑坪村、田家湾村、松井村、新舍科村、下寨村、王兰沟村、中寨村、井儿上村、神岭沟村和石盘头村。